# جیمز بری (بازیکن فوتبال، زاده ۱۹۹۷)
جیمز بری (انگلیسی: James Bree؛ زادهٔ ۱۱ دسامبر ۱۹۹۷) بازیکن فوتبال اهل بریتانیا است.
از باشگاه‌هایی که در آن بازی کرده‌است می‌توان به باشگاه فوتبال بارنزلی و باشگاه فوتبال استون ویلا اشاره کرد.